# Henri-Louis-Léon-Gaspard Cyvoct
Henri-Louis-Léon-Gaspard Cyvoct, francoski general, * 1883, † 1953.